# ジュグジュル山脈
ジュグジュル山脈（ジュグジュルさんみゃく、Джугджу́р, Dzhugdzhur）は、ロシアの極東連邦管区・ハバロフスク地方にある山脈。オホーツク海北西岸に連なる。

## 概要
スタノヴォイ山脈の東端から、北東へ向けて海沿いに700kmにわたってややカーブを描きながら伸び、北端の高原地帯でチェルスキー山脈やベルホヤンスク山脈につながっている。標高は800mから1,200mの中級山脈だが、最高地点はトプコ山（Топко）の1,906mである。山脈はほぼ手つかずで、1920年代のゴールドラッシュ時に金鉱が多く経営されたほかは現在も金やプラチナが採掘されている程度である。
ジュグジュル山脈にそって小さな山脈が並行する。この山脈はオホーツク海（太平洋）側と北極海側の巨大な分水嶺で、北西は北極海へ向かうレナ川水系になっている。北西麓はなだらかな斜面だが、オホーツク海側の斜面は険しく切り立っている。北西側へ流れる川は、もっとも大きなものはアルダン川を経てレナ川へ流れるマヤ川であり、山脈から流れる川の多くはその支流である。オホーツク海に流れる川はアルドマ川、ウルカン川、ウリヤ川などがあるがおおむね短い。
ジュグジュル山脈は構造上はまだ若い山脈である。南西部は先カンブリア時代の花崗岩と片麻岩が、北東部は中生代の粘板岩（スレート）と石灰岩が構成し、さらに古第三紀の火山岩や凝灰岩が覆う。
気候は山脈をはさんで二つに分けられる。内陸の北西側は冬の気温がマイナス40度から45度という厳しい大陸性気候である。夏は短く暑く、年中を通して雨は少ない。南東の海岸部はモンスーンに影響される海洋性気候で、冬はマイナス16度から20度、夏は比較的涼しい。日照時間は短く天気は荒れがちとなる。海岸側はトウヒやマツが、北西の内陸側はカラマツに似たグイマツが生え高地はツンドラ状態になっている。ジュグジュル山脈は1990年以来タイガの生態系や景観を守る自然保護区ができている。
この付近は人口は非常に希薄になっている。山脈のほとんどはハバロフスク地方のアヤノ＝マイスキー地区（Аяно-Майский район、アヤンの村とマヤ川流域を中心とする、面積167,000平方km）に含まれるが、地区の人口はわずか3,000人であり村は海岸沿いと内陸の川沿いに合計四つしかない。人口の4割は古くから住む先住民族である。一方、広大なレナ川流域の東端にあり、オホーツク海に近接するその立地から、ロシア帝国によるシベリア征服の歴史ではオホーツク海や太平洋に向かう東西横断河川ルートでの最後の陸路部分として重要だった。1639年のイヴァン・モスクヴィチンによるロシア人初のオホーツク海到達ではマヤ川支流のユドマ川からウリヤ川へ抜けた遠征隊が通過し、その後の1649年に砦が建設されたオホーツクへの連絡ルートにもなった。